# Vilhelm Andreas Wexelsen
Vilhelm Andreas Wexelsen né à Klæbu le 5 juin 1849, mort le 19 juillet 1909 à Trondheim est un théologien et homme politique Venstre norvégien.

## Carrière politique
Il obtient son diplôme de cand. theol. à l'Université d'Oslo en 1872. Pasteur à Kolvereid de 1877 à 1884, il est aussi élu maire de la commune de 1878 à 1884. Puis il est nommé à Overhalla de 1884 à 1891 où il sera également élu maire de 1889 à 1891.
Il est élu pour la première fois député en 1880 et le sera à quatre reprises jusqu'en 1900.

### Gouvernement Steen I
Il connait sa première expérience de Ministre sous le gouvernement Steen I :
- Ministre de l'Éducation et de l'Église (6 mars 1891-1er juillet 1892).

Il fut représentant du chef du gouvernement Steen I auprès du roi à Stockholm, soit le poste le plus important de sa carrière.
- Représentant du Premier Ministre à Stockholm (1er juillet 1892-1er mai 1893).

### Gouvernement Steen II
Il redevient Ministre au retour de Steen comme Premier Ministre.
- Ministre de l'Éducation et de l'Église (17 février 1898-20 avril 1902).

### Gouvernement Blehr I
Lorsque Blehr forme son nouveau gouvernement, il garde Wexelsen comme ministre.
- Ministre de l'Éducation et de l'Église (21 avril 1902-21 octobre 1903).

Wexelsen est célèbre pour avoir porté le projet de loi, en 1898, qui obligeait les élèves samis et kvènes à recevoir un enseignement qui soit exclusivement en norvégien, les langues same et kvène étant considérés comme n'ayant pas leur place à l'école. Cette loi ne sera abrogée qu'en 1960.

## Diocèse
En 1905, Wexelsen est sacré évêque du diocèse de Nidaros. À la suite de l'indépendance de la Norvège, c'est lui qui prononce la messe de sacre et couronne le nouveau roi Haakon VII et la reine Maud.